# Tibesti

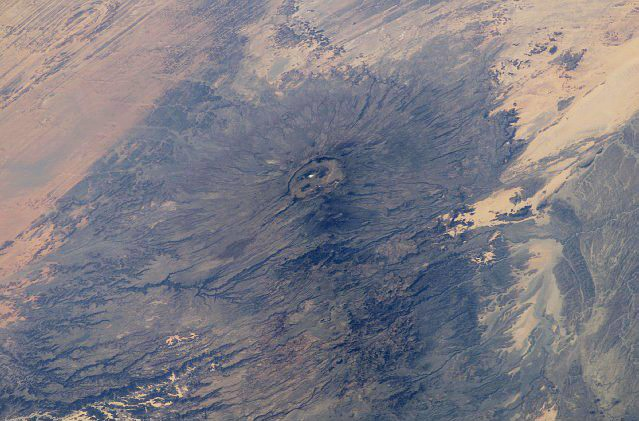
Tibesti, inklusive Emi Koussi, sett från rymden

Tibesti är en grupp slocknade vulkaner som bildar en bergskedja i centrala Sahara i Tchads nordliga region Borkou-Ennedi-Tibesti. Den allra nordligaste delen av bergskedjan går en liten bit in i södra Libyen. Tibesti är den största och högsta kedjan i Sahara. Den högsta toppen är Emi Koussi på 3 415 meter över havet. Andra höga toppar är Kegueur Terbi (3 376 meter), Tarso Taro (3 325 meter), den aktiva vulkanen Pic Tousside (3 265 meter) och Soboroum (3 100 meter).
Tibesti har ett betydligt fuktigare klimat än den omgivande torra öknen och den årliga regnmängden uppskattas till omkring 120 millimeter i de högst belägna delarna.
Den största staden i området är Zouar och några mindre orter är Bardaï och Aouzou.
Bergen är kända för sina grottmålningar, de flesta från femte till tredje årtusendet före Kristus, samt för gejsrarna och de heta källorna vid Soboroum.